# Liste des œuvres de Neroccio di Bartolomeo de' Landi

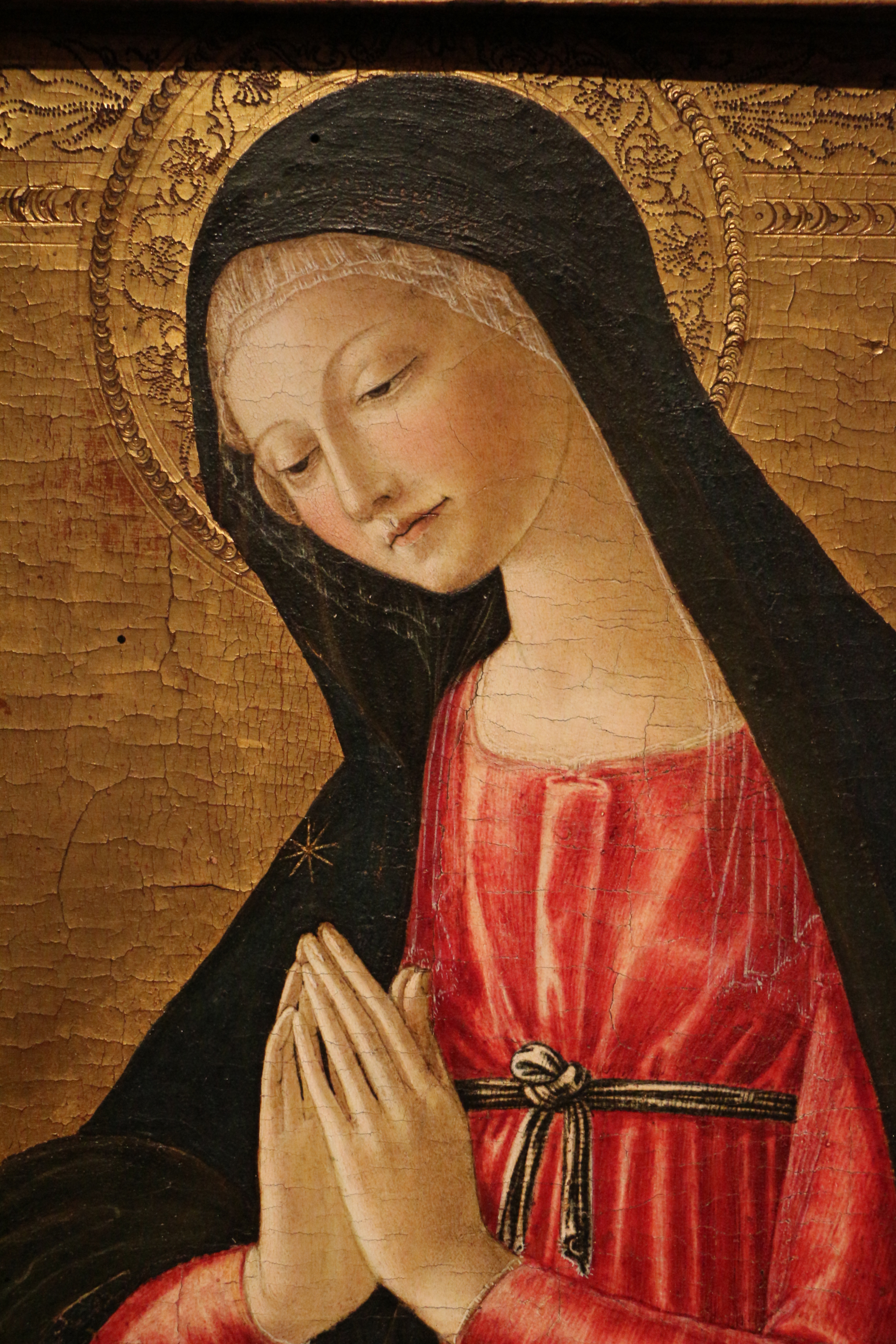
Détail de la Madonna col Bambino e un Cardellino, (c. 1490), Cleveland Museum of Art.

Cette page établit une liste des œuvres de Neroccio di Bartolomeo de' Landi, peintre italien né en juin 1447 à Sienne et mort en novembre 1500 dans la même ville et d'élèves ou maîtres ayant collaboré avec lui.
Cette liste thématique, non exhaustive, est établie selon les tendances générales d'experts et classée autant que possible par ordre chronologique quand une date ou une période d’exécution peut être établie. Ce classement prend en compte celui de Gertrude Coor, Neroccio de' Landi 1447-1500, Princeton, 1961 mais s'en écarte pour intégrer les dernières mises à jour notamment celles des revues d'histoire de l'art et les pages Internet des musées où sont conservées ces œuvres.

## Œuvres identifiées
| Image                                     | Titre | Année        | Caractéristiques                                                                                                 | Localisation                                                | Pays       |
| ----------------------------------------- | --- | ------------ | --- | ----------------------------------------------------------- | ---------- |
|                                           | Madonna col Bambino e due angeli                                                                             | c. 1470      | tempera sur panneau de bois, 73 × 46 cm, conception de Francesco di Giorgio Martini, exécution de Neroccio (?)   | Lowe Art Museum (Coral Gables)                              | États-Unis |
|                                           | Madonna col Bambino                                                                                          | c. 1470      | tempera sur panneau de bois et feuille d'or, 46 × 30,5 cm                                                        | Norton Simon Museum                                         | États-Unis |
|                                           | Madonna con Gesù Bambino                                                                                     | c. 1475-1476 | tempera et or sur panneau de bois, 52,7 × 37,1 cm                                                                | Académie Carrara                                            | Italie     |
|                                           | Madonna col Bambino tra san Michele Arcangelo e san Bernardino da Siena                                      | 1476         | triptyque, tempera et or sur panneaux de bois, 156 × 181 cm                                                      | Pinacothèque nationale de Sienne                            | Italie     |
|                                           | Madonna col Bambino tra san Girolamo e san Bernardino                                                        | c. 1476      | tempera et or sur panneau de bois, avec cadre: 98 × 52 cm                                                        | Pinacothèque nationale de Sienne                            | Italie     |
|                                           | Madonna col Bambino e i santi Giovanni Battista e Caterina d'Alessandria                                     | c. 1476      | tempera et or sur panneau de bois, 74 × 49 cm                                                                    | Pinacothèque nationale de Sienne                            | Italie     |
|                                           | Madonna col Bambino tra san Girolamo e santa Caterina                                                        | c. 1476      | tempera sur panneau de bois, 55,7 × 38,4 cm                                                                      | Philadelphia Museum of Art                                  | États-Unis |
|                                           | Madonna col Bambino tra san Giovanni Battista e santa Caterina d'Alessandria                                 | c. 1480-1485 | tempera et or sur panneau de bois, 75 × 62 cm                                                                    | Norton Simon Museum                                         | États-Unis |
|                                           | Madonna col Bambino tra san Pietro e san Paolo                                                               | c. 1485      | tempera sur panneau de bois, atelier (bottega) de Neroccio, 65,3 × 46,4 cm                                       | Musée Städel                                                | Allemagne  |
|                                           | Madonna col Bambino tra san Sebastiano e santa Caterina d'Alessandria                                        | c. 1485      | tempera et or sur panneau de bois, 72,5 × 49,7 cm                                                                | Christian Museum (Esztergom)                                | Hongrie    |
|                                           | Madonna col Bambino tra san Paolo e santa Maddalena                                                          | c. 1487      | tempera et or sur panneau de bois, cm                                                                            | Collection Salini (Sienne)                                  | Italie     |
|                                           | Madonna col Bambino                                                                                          | c. 1490-1500 | tempera et or sur stuc, 57,8 × 38,1 × 3,8 cm, atelier de Neroccio                                                | The Art Institute of Chicago                                | États-Unis |
|                                           | Madonna col Bambino tra san Benedetto e santa Caterina                                                       | c. 1490      | tempera et or sur panneau de bois, 41 × 30 cm                                                                    | Gemäldegalerie (Berlin)                                     | Allemagne  |
|                                           | Madonna col Bambino tra i santi Bernardino e Caterina                                                        | c. 1490      | tempera sur panneau de bois, 67 × 53 cm                                                                          | Pinacothèque nationale de Sienne                            | Italie     |
|                                           | Madonna col Bambino tra santi Michele e Bernardino da Siena                                                  | c. 1490      | tempera sur panneau de bois, atelier (bottega) de Neroccio, 69,9 × 48,6 cm                                       | Collection particulière                                     | ?          |
|                                           | Madonna col Bambino e quattro santi                                                                          | c. 1490      | tempera sur panneau de bois, atelier (bottega) de Neroccio, 64 × 44 cm                                           | Pinacothèque nationale de Sienne                            | Italie     |
|                                           | Madonna col Bambino tra i santi Girolamo e Maddalena                                                         | c. 1490      | tempera sur panneau de bois, cadre de type tabernacolo, 61 × 43,8 cm                                             | Metropolitan Museum of Art                                  | États-Unis |
|                                           | Madonna col Bambino e un Cardellino                                                                          | c. 1490      | tempera, huile et or sur panneau de bois, 38,8 × 30,5 cm                                                         | Cleveland Museum of Art                                     | États-Unis |
|                                           | Vierge à l'Enfant                                                                                            | c. 1490      | peinture sur bois, 35,5 × 26,5 cm                                                                                | Musée des Beaux-Arts de Dijon                               | France     |
|                                           | La Vierge et l'Enfant entre saint Jean Baptiste et saint Antoine                                             | c. 1492      | tempera et or sur panneau de bois, 43 × 32 cm                                                                    | Musée du Louvre                                             | France     |
|                                           | Madonna in trono col Bambino e i santi Antonio abate e Sigismondo                                            | c. 1492      | tempera sur panneau de bois, 158,5 × 142 cm                                                                      | National Gallery of Art                                     | États-Unis |
|                                           | Madonna in trono col Bambino e i Santi Pietro, Sebastiano, Giovanni Battista, Sigismondo, Bernardino e Paolo | 1492         | tempera et or sur panneau de bois, 142,5 × 128,5 cm                                                              | Pinacothèque nationale de Sienne                            | Italie     |
|                                           | Madonna col Bambino e i santi Giovanni Battista e Andrea                                                     | c. 1494      | tempera sur panneau de bois, 78 × 60 cm                                                                          | Pinacothèque nationale de Sienne                            | Italie     |
|                                           | Madonna col Bambino tra i santi Giovanni Battista e Maria Maddalena                                          | c. 1494      | tempera sur panneau de bois, 71 × 50,8 cm                                                                        | Indianapolis Museum of Art                                  | États-Unis |
|                                           | Madonna col Bambino, sant’Agostino e un altro santo                                                          | c. 1496      | tempera sur panneau de bois, atelier de Neroccio, 51,5 × 37,5 cm                                                 | Krannert Art Museum (Champaign-Urbana)                      | États-Unis |
| Neroccio di bartolomeo, madonna del latte | Madonna del latte                                                                                            | c. 1496      | tempera sur panneau de bois                                                                                      | Chiesa della Santissima Annunziata (Magliano in Toscana)    | Italie     |
|                                           | Madonna con Bambino in trono tra san Pietro, san Sigismondo, sant'Ansano e san Paolo                         | 1496         | tempera sur panneau de bois, retable, 142,5 × 128,5 cm                                                           | Pieve della Santissima Annunziata (Montisi)                 | Italie     |
|                                           | Madonna col Bambino, san Giovanni Battista e san Michele Arcangelo                                           | 1496         | tempera sur panneau de bois, cadre de type tabernacolo, panneau peint: 75 × 50 cm                                | Oratorio della Compagnia della Santissima Trinità, (Sienne) | Italie     |
|                                           | Madonna col Bambino tra san Girolamo e santa Maddalena                                                       | apr. 1496    | tempera et or sur bois, 63 × 42,8 cm                                                                             | Collection particulière                                     | ?          |
|                                           | Madonna con il Bambino e i santi Girolamo e Maria Maddalena                                                  | c. 1496-1499 | tempera sur bois, 71,5 × 52 cm, avec son élève Girolamo del Pacchia (?)                                          | Musée Horne                                                 | Italie     |
|                                           | Madonna col Bambino, San Giovanni Battista e San Girolamo                                                    | c. 1500      | tempera sur bois, avec son élève Girolamo del Pacchia (?). L'une des dernières peintures de Neroccio, 58 × 38 cm | Museo di Villa Cagnola (Gazzada Schianno)                   | Italie     |
|                                           | Madonna col Bambino e i santi Giovanni Battista e Antonio di Padova                                          | ?            | huile sur bois, 58 × 43 cm                                                                                       | Musée des Beaux-Arts de Chambéry                            | France     |

| Image | Titre                | Année        | Caractéristiques                                                         | Localisation                    | Pays       |
| ----- | -------------------- | ------------ | ------------------------------------------------------------------------ | ------------------------------- | ---------- |
|       | Ritratto di Dama     | c. 1485      | tempera sur panneau de bois (pin), 47 × 30,5 cm                          | National Gallery of Art         | États-Unis |
|       | Claudia Quinta       | c. 1494      | tempera sur panneau de bois, 105 × 46 cm, avec le Maître de Griselda (?) | National Gallery of Art         | États-Unis |
|       | Héros de l'antiquité | c. 1496-1500 | tempera sur panneau de bois, 86,4 × 53,4 cm                              | Isabella Stewart Gardner Museum | États-Unis |
|       | Héros de l'antiquité | c. 1496-1500 | tempera sur panneau de bois, 85,7 × 52,7 cm                              | Isabella Stewart Gardner Museum | États-Unis |

| Image | Titre                                                                                         | Année        | Caractéristiques                                                                                                  | Localisation                 | Pays       |
| ----- | --------------------------------------------------------------------------------------------- | ------------ | --- | ---------------------------- | ---------- |
|       | Storie di san Benedetto: San Benedetto nella spelonca nutrito dal monaco Romano               | c. 1473-1475 | peinture a tempera, 31 × 65 cm, avec Francesco di Giorgio Martini                                                 | Galerie des Offices          | Italie     |
|       | Storie di san Benedetto: San Benedetto ripara miracolosamente il setaccio rotto dalla nutrice | c. 1473-1475 | peinture a tempera, 31 × 62 cm, avec Francesco di Giorgio Martini                                                 | Galerie des Offices          | Italie     |
|       | Storie di san Benedetto: San Benedetto riceve Totila                                          | c. 1473-1475 | peinture a tempera, 31 × 65 cm, avec Francesco di Giorgio Martini                                                 | Galerie des Offices          | Italie     |
|       | Annonciation                                                                                  | c. 1470      | a tempera sur panneau de bois en forme de demi-lune, 49 × 128,5 × 3,9 cm                                          | Yale University Art Gallery  | États-Unis |
|       | Santi Cristina di Bolsena, Caterina da Siena, Girolamo e Galgano                              | c. 1470      | tempera et or sur panneau de bois, 29,8 × 25,4 cm                                                                 | Philadelphia Museum of Art   | États-Unis |
|       | Procès de saint Sébastien devant Dioclétien                                                   | 1496         | tempera sur panneau de bois, 28 × 69 cm, fragment de la prédelle de la pieve de la Santissima Annunziata, Montisi | Palazzo Vescovile (Pienza)   | Italie     |
|       | Crucifixion                                                                                   | 1496         | tempera sur panneau de bois, 26 × 57 cm, fragment de la prédelle de la pieve de la Santissima Annunziata, Montisi | Palazzo Vescovile (Pienza)   | Italie     |
|       | Martyre de saint Sébastien                                                                    | 1496         | tempera sur panneau de bois, 28 × 69 cm, fragment de la prédelle de la pieve de la Santissima Annunziata, Montisi | Palazzo Vescovile (Pienza)   | Italie     |
|       | La Vierge recommande la ville de Sienne à Jésus                                               | 1480         | peinture sur bois (Tavoletta di Biccherna), 54 × 38 cm                                                            | Archives d'État de Sienne    | Italie     |
|       | Maria Vergine annunciata                                                                      | c. 1477-1480 | huile et tempera sur bois, 62,2 × 24 cm                                                                           | Museum of Fine Arts (Boston) | États-Unis |

| Image | Titre                                 | Année        | Caractéristiques                                                                                                 | Localisation                 | Pays       |
| ----- | ------------------------------------- | ------------ | --- | ---------------------------- | ---------- |
|       | La Visite de Cléopâtre à Marc-Antoine | c. 1475-1480 | a tempera, feuille d'or et d'argent sur panneau de bois (cassone), 36,8 × 113 cm. Atelier (bottega) de Neroccio. | North Carolina Museum of Art | États-Unis |
|       | Bataille d'Actium                     | c. 1475-1480 | a tempera et feuille d'or sur panneau de bois (cassone), 36,5 × 112,1 cm. Atelier (bottega) de Neroccio.         | North Carolina Museum of Art | États-Unis |

| Image | Titre                                               | Année     | Caractéristiques                                                                                  | Localisation                          | Pays    |
| ----- | --------------------------------------------------- | --------- | ------------------------------------------------------------------------------------------------- | ------------------------------------- | ------- |
|       | Sainte Catherine de Sienne                          | c. 1474   | bois polychrome, 198 cm                                                                           | sanctuaire Sainte-Catherine-de-Sienne | Italie  |
|       | L'Archange Gabriel                                  | c. 1474   | terre cuite, 164 cm                                                                               | Musée des beaux-arts de Budapest      | Hongrie |
| jpg   | Assunta                                             | 1477-1482 | bois sculpté et peint. Retable en deux parties (Dormition et Assomption). Vecchietta et Neroccio. | musée de la villa Guinigi de Lucques  | Italie  |
|       | San Leonardo                                        | c. 1485   | marbre blanc, 57 × 45 × 19 cm                                                                     | collection particulière (Florence)    | Italie  |
|       | Monument funéraire de Tommaso Piccolomini del Testa | 1485      | marbre blanc, 202 × 252 cm                                                                        | Cathédrale de Sienne                  | Italie  |
|       | Sainte Catherine d'Alexandrie                       | 1487      | marbre                                                                                            | Cathédrale de Sienne                  | Italie  |

| Image | Titre                  | Année | Caractéristiques                                                           | Localisation         | Pays   |
| ----- | ---------------------- | ----- | -------------------------------------------------------------------------- | -------------------- | ------ |
|       | Sybille hellespontique | 1483  | marqueterie en marbre, pavement intérieur du Duomo de Sienne, 285 × 235 cm | Cathédrale de Sienne | Italie |

## Œuvres perdues
| Image | Titre | Année   | Circonstances                                  | Localisation      | Pays    |
| ----- | --- | ------- | ---------------------------------------------- | ----------------- | ------- |
|       | The Mother of God with the Child and Two Angels (seule une photographie en noir et blanc subsiste), tempera sur panneau de bois, 52 × 36 cm. | c. 1470 | A été perdu pendant la Seconde Guerre mondiale | Musée Czartoryski | Pologne |

## Sources et références
- (en) Gertrude Coor, Neroccio de' Landi 1447-1500, Princeton, New Jersey, Princeton University Press, 1961, 235 p., 30 x 23 cm
- (it) Paolo Torriti, La pinacoteca nazionale di Siena : I dipinti dal XII al XV secolo, vol. 1, Genève, Sagep, 1978, 431 p., 28 x 21 cm.
- (en) Miklós Boskovits, David Alan Brown et al., Italian Paintings of the Fifteenth Century. The Systematic Catalogue of the National Gallery of Art, Washington, Oxford University Press, 2003, 778 p., p. 536-539
- Giulietta Chelazzi Dini, Alessandro Angelini et Bernardina Sani (trad. de l'italien par Corinne Paul Maïer, Maïa Rosenberger), Les peintres de Sienne, Paris, Imprimerie nationale éditions, 1997, 471 p., 29,5 x 35 cm (ISBN 2-7433-0237-2), p. 299-301
- (en) Keith Christiansen, Laurence B. Kanter et Carl Brandon Strehlke, Painting in Renaissance Siena 1420-1500, New York, The Metropolitan Museum of Art, 1988, 385 p., 27,9 x 26,7 cm, p. 328-334
- (it) Alessandro Angelini, Una gemma preziosa : L’Oratorio della Santissima Trinità in Siena e la sua decorazione artistica, Poggibonsi, Carlo Cambi Editore, 2012, 174 p., 31 x 24 cm (ISBN 978-88-6403-129-3 et 88-6403-129-4)
- (it) Giulia Silvia Ghia et Federica Kappler, I Papi della memoria : La storia di alcuni grandi Pontefici che hanno segnato il cammino della Chiesa e dell'Umanità, Rome, Gangemi Editore, 2012, 352 p., p. 144.
- (it) Simona Di Nepi, « Neroccio di Bartolomeo de' Landi, Santa Catarina da Siena », dans Luke Syson, Siena nel Rinascimento. Arte per la città,, Cinisello Balsamo, Silvana Editore, 2007, 372 p. (ISBN 8836609376), p. 102-105.
- (en) Laurence B. Kanter, « Rethinking the Griselda Master », Gazette des Beaux-Arts, 6e série, vol. 142,‎ 2000, p. 148-150.